# ائتلاف برای نوآوری‌های آمادگی همه‌گیری
ائتلاف برای نوآوری‌های آمادگی همه‌گیری (انگلیسی: Coalition for Epidemic Preparedness Innovations؛ به‌طور مخفف CEPI) بنیادی است که کمک‌های مالی سازمان‌های دولتی، خصوصی، بشردوستانه و جامعه مدنی را برای تأمین اعتبار پروژه‌های تحقیقاتی مستقل برای توسعه واکسن علیه بیماری عفونی نوظهور دریافت می‌کند.
این ائتلاف بیشتر بر بیماری‌های «طرح اولویت بیماری» سازمان جهانی بهداشت که شامل کروناویروس مرس، کروناویروس سندرم حاد تنفسی ۲، ویروس نیپا، ویروس تب لاسا، و ویروس تب دره ریفت، همچنین چیکونگونیا و عامل بیماری‌زای فرضی و ناشناخته «بیماری اکس» تمرکز دارد. سرمایه‌گذاری‌های این ائتلاف همچنین نیاز به «دسترسی عادلانه» به واکسن‌ها در طی همه‌گیری‌های محدود دارد گرچه تغییرات بعدی سیاست‌های آن ممکن است این معیارها را به خطر اندازد.
این ائتلاف در سال ۲۰۱۵ پیشنهاد و در سال ۲۰۱۷ در مجمع جهانی اقتصاد در داووس، سوئیس راه‌اندازی شد. این شرکت با هزینه ۴۶۰ میلیون دلاری از بنیاد بیل و ملیندا گیتس، ولکام تراست، و یک کنسرسیوم از کشورها شامل نروژ، ژاپن و آلمان که بعداً اتحادیه اروپا (۲۰۱۹) و انگلیس (۲۰۲۰) به آن پیوستند، بنیان‌گذاری شد. مقر این ائتلاف در اسلو، نروژ است. در سال ۲۰۱۷ نیچر گفت «این بزرگترین طرح توسعه واکسن در برابر ویروس‌هایی است که تهدیدات همه‌گیری بالقوه دارند». این ائتلاف در سال ۲۰۲۰ توسط چندین رسانه به عنوان «بازیکن اصلی در مسابقه توسعه واکسن» برای کووید ۱۹ معرفی شد.